# Aglomeracja (Prawo wodne)
Aglomeracja – teren, na którym zaludnienie lub działalność gospodarcza są wystarczająco skoncentrowane, aby ścieki komunalne były zbierane i przekazywane do jednego punktu oczyszczalni ścieków komunalnych. Może być to mniejszy obszar niż w typowym rozumieniu pojęcia aglomeracja.
Wójt, burmistrz lub prezydent miasta co 2 lata dokonuje przeglądu obszarów i granic aglomeracji wyznaczonych na podstawie art. 87 ust. 1, z uwzględnieniem kryterium ich utworzenia, o którym mowa w art. 86 ust. 1, oraz zaistniałych zmian równoważnej liczby mieszkańców w aglomeracji i w razie potrzeby informuje radę gminy o konieczności zmiany obszarów i granic aglomeracji.
Aglomeracje o liczbie mieszkańców większej niż 2000 powinny być wyposażone w systemy kanalizacji zbiorczej dla ścieków komunalnych.
W 2018 r. Minister Gospodarki Morskiej i Żeglugi Śródlądowej zarządził sposób wyznaczania obszarów i granic aglomeracji.